# Ligne de Métlaoui à Kasserine
La ligne de Métlaoui à Kasserine est une ligne de chemin de fer du centre et du sud-ouest de la Tunisie.